# سرهنگ (فیلم ۲۰۰۶)
«سرهنگ» (فرانسوی: Mon colonel‎) یک فیلم است. از بازیگران آن می‌توان به سسیل دو فرانس، شارل آزناوور، اریک کاراواکا، و گیوم گالین اشاره کرد.